# Mato Jakobović
Mato Jakobović (Čajkovci, 1939. – Slavonski Brod 23. kolovoza 2009.) je bio zaslužni hrvatski prosvjetni djelatnik. Bio je učitelj, nastavnik fizike i tehničkog odgoja i profesor pedagogije. 
Radio je u osnovnom školstvu preko četrdeset godina. Predavao je u razrednoj i predmetnoj nastavi, bio je ravnatelj osnovne škole i pedagog. U nastavi, izvannastavnim aktivnostima i u rukovođenju školom postigao je izvanredne rezultate. Realizirao je mnoštvo malih projekata kojim je iznutra preobrazio školu. Osobitu je pozornost usmjerio k usavršavanju prosvjetnih djelatnika u svojoj školi i u Slavonskom Brodu.
Predsjedavao je ogrankom Hrvatskoga pedagoško-književnog zbora, kojem je u tri mandata bio član Upravnog odbora. Na stručnim skupovima i školama pedagoga u organizaciji Hrvatskoga pedagoško-književnog zbora bio je suvoditelj i voditelj njihovih radionica. Dugogodišnji je član Hrvatskoga pedagoško-književnog zbora.
Dobitnik je godišnje Nagrade Ivan Filipović za osnovno školstvo za 2001. godinu. Nagradu je dobio na prijedlog Osnovne škole „Ivana Brlić-Mažuranić“ iz Slavonskog Broda i Hrvatskoga pedagoško-književnog zbora iz Zagreba, a zbog dugogodišnjem prinosu razvoju i unaprijeđivanju hrvatskog školstva. 